# Беянські мілітаристи
Беянські мілітаристи або Беянська мілітаристська кліка (кит.: 北洋軍閥) — ключова, поряд із Гоміньданом, політична сила в Китаї після Синьхайської революції. Утворилась на базі найбільш боєздатних частин цінської армії, що створювалися під час військової реформи 1895 року й отримали назву Беянська армія.

## Історія
Представники різних угруповань тієї кліки фактично правили Китаєм у 1912—1927 роках. Засновником організації був Юань Шикай, який об'єднував мілітаристів із числа генералів китайського походження, які отримали сучасну військову освіту. Мав винятковий авторитет у військах, що дозволяло йому маніпулювати генералами, використовуючи їх для досягнення власних цілей. Наприкінці життя, під час спроби реставрації монархії, Юань Шикай втратив авторитет серед генералів, що стало причиною початку тривалої низки міжпровінційних і громадянських війн у Китаї.
Після смерті Юань Шикая Беянська мілітаристська кліка розпалась на Аньхойську, Чжилійську та Фентянську кліки. Війська мілітаристів У Пейфу і Чжан Цзунчана зазнали нищівної поразки від Національно-революційної армії Гоміньдану під керівництвом Чан Кайші під час Північного походу 1926—1927 років.